# Arthur van Schendel
Arthur van Schendel (ur. 5 marca 1874 w Batawii, zm. 11 września 1946 w Amsterdamie) – holenderski pisarz.
Interesował się sztuką włoskiego renesansu, wiele lat spędził we Włoszech. Jego pierwsze ważniejsze powieści, Een zwerver verliefd (Zakochany włóczęga) z 1904 i Een zwerver verdwaald (Zaginiony wędrowiec) z 1907, to nastrojowe opowieści włóczęgowskie osadzone w realiach średniowiecznych Włoch, jednak aspekt historyczny jest podporządkowany życiu wewnętrznemu i wyobraźni głównego bohatera, Tamalone; w całym tekście odczuwalna jest siła przeznaczenia i tragiczna nuta. We wszystkich jego późniejszych dziełach przeważa temat losu i nieuchronności. Tworzył w języku niderlandzkim, a także angielskim i włoskim. Jest autorem realistycznych powieści, m.in. Fregata Johanna Maria (1930, wyd. pol. 1959) – historia miłości człowieka do statku), romantycznych powieści De grauwe vogels (Szare ptaki, 1937) i De wereld een dansfeest (1938), liryczno-epickiego poematu De Nederlanden (Niderlandy, wydanego pośmiertnie w 1954), a także nowel i utworów biograficznych, m.in. Shakespeare (1910).